# Karl Neumann (Schriftsteller, 1916)

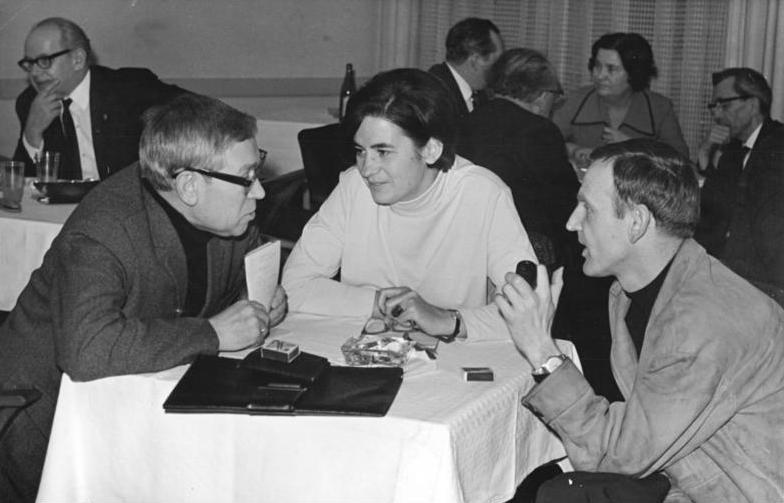
Karl Neumann (links) im Gespräch mit Christa Wolf und Günter de Bruyn im Berliner Klub der Kulturschaffenden am 24. Januar 1967

Karl Neumann (* 30. Juni 1916 in Eilenburg, Kreis Delitzsch, Provinz Sachsen; † 9. April 1985 in Radewege, Kreis Brandenburg-Land) war ein deutscher Kinder- und Jugendschriftsteller.

## Leben
Karl Neumann jun. wurde als Sohn des Schneiders Karl Neumann und der Marie Elsa geb. Brenne geboren. Nach seiner Schulzeit in seiner damals preußischen Geburtsstadt Eilenburg erlernte er dort das Malerhandwerk und arbeitete dann in seinem Beruf. 1939 zum Militär eingezogen, geriet er am Ende des Zweiten Weltkriegs, währenddessen er 1943 geheiratet hatte, in sowjetische Kriegsgefangenschaft, aus der er 1946 entlassen wurde. Auf Grund seiner schweren Verletzungen – er verlor ein Bein – konnte er seinen erlernten Beruf nicht mehr ausüben.
Aus diesem Grund versuchte er sich in anderen Berufen und absolvierte letztlich in Erfurt ein Studium zum Fachlehrer für Kunsterziehung. Danach war er in Dessau-Süd als Lehrer tätig. Ab 1958 arbeitete Karl Neumann als Internatsleiter und Lehrer für Kunsterziehung im Kreis Brandenburg-Land, darunter in Ziesar und Radewege. Dort begann er seine ersten Bücher für Kinder und Jugendliche zu verfassen. Auf Grund von deren Erfolg ließ er sich 1972 als freier Schriftsteller in Brielow bei Brandenburg an der Havel nieder.

## Künstlerisches Schaffen
Mit seinen Büchern zählte er zu den bedeutendsten Kinder- und Jugendbuchautoren der DDR, von vielen seiner Werke gab es vor allem in Osteuropa übersetzte Ausgaben. Dabei kehrt er in keinem seiner Bücher den belehrenden Lehrer heraus, sondern lässt die Geschichte durch Detailtreue, Anschaulichkeit und ausgewogene Komposition für sich selber sprechen. Sein Erstlingswerk Frank erschien bis zum Jahr 2005 in zahlreichen Ausgaben mit insgesamt über zwanzig Auflagen und wurde außerdem als Theaterstück aufgeführt. Der Ort der Handlung ist seine Heimatstadt Eilenburg und die Umgebung, wobei die Stadt in den Romanen Eulenberg heißt. Auch die Fortsetzung Frank und Irene erreichte bis heute elf Auflagen. Der Erfolg zog als dritten Band Frank bleibt Kapitän nach sich. Im Buch Das Mädchen hieß Gesine..., das 15 Auflagen erlebte und auch verfilmt wurde, rechnet er mit der faschistischen Ideologie ab. Außerdem ist er einer der ersten Autoren der DDR, der – mit seinem Werk Ulrike – die Sexualität zwischen Jugendlichen thematisiert.

## Ehrungen
1958 wurde Neumann vom Ministerium für Kultur für sein Erstlingswerk Frank ausgezeichnet. 1969 erhielt er den Alex-Wedding-Preis der Akademie der Künste in Berlin. Die Stadt Eilenburg ehrt ihren Sohn mit einer Gedenktafel am Standort seines nicht mehr vorhandenen Geburtshauses. Seit dem Jahre 2007 trägt zudem die Schule für geistig Behinderte in Eilenburg seinen Namen.

## Werke
- Frank. Kinderbuchverlag: Berlin 1958; über 20 Auflagen (Illustrationen von Bernhard Nast), Ausgaben in Russisch (Moskau 1960), Ukrainisch (Kiew 1960), Tschechisch (Prag 1961), Slowakisch (Bratislava 1962), Ungarisch (Budapest 1962) und Lettisch (Riga 1966)

- Das Geheimnis im Schwarzen Berg. Kinderbuchverlag: Berlin 1960 (Illustrationen von Bernhard Nast)
- Sebastian, der Raketenflieger. Kinderbuchverlag: Berlin 1961; 2 Auflagen (Illustrationen von Bernhard Nast)
- Sebastian und die Blindschleiche Laura. Kinderbuchverlag: Berlin 1961; 4 Auflagen (Illustrationen von Bernhard Nast)
- Frank. Jugendtheaterstück. Theater der Jungen Garde, Halle (Saale) 1961
- Frank und Irene. Kinderbuchverlag: Berlin 1964; über 15 Auflagen (Illustrationen von Bernhard Nast), Ausgaben in Ukrainisch (Kiew 1969) und Lettisch (Riga 1984)

- Das Mädchen hieß Gesine... Kinderbuchverlag: Berlin 1966; 15 Auflagen (Illustrationen von Gertrud Zucker), Ausgaben in Ukrainisch (Kiew 1970), Mongolisch (Ulaanbaatar 1970) und Estnisch (Tallinn 1972)

- Ulrike. Kinderbuchverlag: Berlin 1974; 10 Auflagen (Illustrationen von Renate Jessel) Ausgabe in Slowakisch (Bratislava 1977)

- Frank bleibt Kapitän. Ein Ausklang. Kinderbuchverlag: Berlin 1982; 3 Auflagen
- Tilos abenteuerliche Wege. Kinderbuchverlag: Berlin 1985

## Film
- Gesine – Fernsehfilm, DDR 1971 (Regie: Rainer Hausdorf)